# Nigeria ai Giochi della XX Olimpiade
La Nigeria partecipò ai Giochi della XX Olimpiade che si sono svolti a Monaco di Baviera dal 26 agosto all'11 settembre 1972, con una delegazione di venticinque atleti impegnati due discipline: atletica leggera e pugilato. Il portabandiera fu il centometrista Benedict Majekodunmi, alla sua seconda Olimpiade.
Il bottino della squadra, alla sua sesta partecipazione ai Giochi estivi, fu di una medaglia di bronzo nel pugilato, ripetendo così il risultato di Tokyo 1964.

## Medaglie
| Medaglia | Nome           | Sport    | Evento               |
| -------- | -------------- | -------- | -------------------- |
| Bronzo   | Isaac Ikhouria | Pugilato | Pesi massimi leggeri |